# Sainte-Clotilde-de-Beauce
Pour les articles homonymes, voir Sainte-Clotilde et Beauce.
Sainte-Clotilde-de-Beauce est une municipalité du Québec située dans la MRC des Appalaches dans la Chaudière-Appalaches.

## Toponymie
Elle est nommée en l'honneur de sainte Clothilde, épouse de Clovis. L'élément Beauce fut ajouté afin de rappeler l'ancienne division de récensement à laquelle appartenait la municipalité et servait à différencier la municipalité des autres Sainte-Clot(h)ilde du Québec.

## Histoire
La colonisation du territoire s'effectue à partir des environs de 1869, des gens originaires de Sainte-Marie s'installe alors dans le 9e rang du canton de Tring, ils s'étaient alors constitués sous le nom de Petit-Sainte-Marie et demandent la création d'une église à partir de 1890. Ce n'est qu'en 1922 qu'une desserte paroissiale, alors que la plupart des premiers pionniers de Sainte-Clotilde-de-Beauce s'établissaient sur le territoire de la future municipalité depuis 1920. La desserte fait place à la véritable paroisse de Sainte-Clotilde en 1935.
Le village était tout de même désigné sous le nom de Corriveau jusque dans les années 1950.

### Chronologie
- 19 novembre 1938 : Érection de la municipalité de Sainte-Clothilde-de-Beauce à partir de parties des municipalités de Saint-Éphrem de Tring, de Saint-Victor de Tring, de Sacré-Cœur de Jésus et de Sacré-Cœur de Marie.
- 15 mars 1969 : La municipalité de Sainte-Clothilde-de-Beauce devient la paroisse de Sainte-Clothilde.
- 20 octobre 1984 : La paroisse de Sainte-Clothilde devient la municipalité de Sainte-Clotilde-de-Beauce.

## Géographie
La rivière Prévost-Gilbert traverse la municipalité du nord-ouest vers le sud-est, plusieurs ruisseaux l'alimentent dont le ruisseau Rivière Noire.

## Démographie
| 1996 | 2001 | 2006 | 2011 | 2016 | 2021 |
| ---- | ---- | ---- | ---- | ---- | ---- |
| 583  | 577  | 601  | 650  | 549  | 569  |

## Administration
Les élections municipales se font en bloc pour le maire et les six conseillers.
| Sainte-Clotilde-de-Beauce Maires depuis 2002                                                                         |                 |         |          |
| Élection | Maire           | Qualité | Résultat |
| 2002 | Jacques Lussier |         | Voir     |
| 2005 | Jacques Lussier | Voir    |          |
| n/d | Gérald Grenier  |         | Voir     |
| 2009 | Gérald Grenier  | Voir    |          |
| 2013 | Gérald Grenier  | Voir    |          |
| 2017 | Gérald Grenier  | Voir    |          |
| 2021 | Gérald Grenier  | Voir    |          |
| Élection partielle en italique Depuis 2005, les élections sont simultanées dans toutes les municipalités québécoises |                 |         |          |

## Patrimoine
Sur le plan du patrimoine religieux, l'église de Sainte-Clotilde a été érigée entre 1947 et 1948 selon les plans de l'architecte Joseph-Siméon Bergeron. Depuis 2014, elle est devenue le Centre multifonctionnel de Sainte-Clotilde-de-Beauce. L'église, le presbytère, un calvaire et un monument de Saint-Joseph sont inventoriés dans le Répertoire du patrimoine culturel du Québec. Six croix de chemin sont également recensées: 
- Croix de chemin à l'intersection de la route 271 et du 7e Rang[14]
- Croix de chemin à l'intersection de la route du 7e Rang et du 8e Rang[15]
- Croix de chemin à l'intersection Principale et Bernard[16]
- Trois croix de chemin sur le 11e rang[17],[18],[19]

Sur le plan du patrimoine résidentiel, quelques résidences ont été construites vers 1900. Elles sont surtout situées sur la rue Principale,,, la route 271,, le 7e Rang, et le 11e Rang,.
Un pont couvert se trouve sur le territoire de la municipalité. Il a été bâti vers 1937.